# Polytelis swainsonii
El perico soberbio (Polytelis swainsonii) es una especie de ave psitaciforme de la familia Psittaculidae endémica del sudeste de Australia.

## Descripción

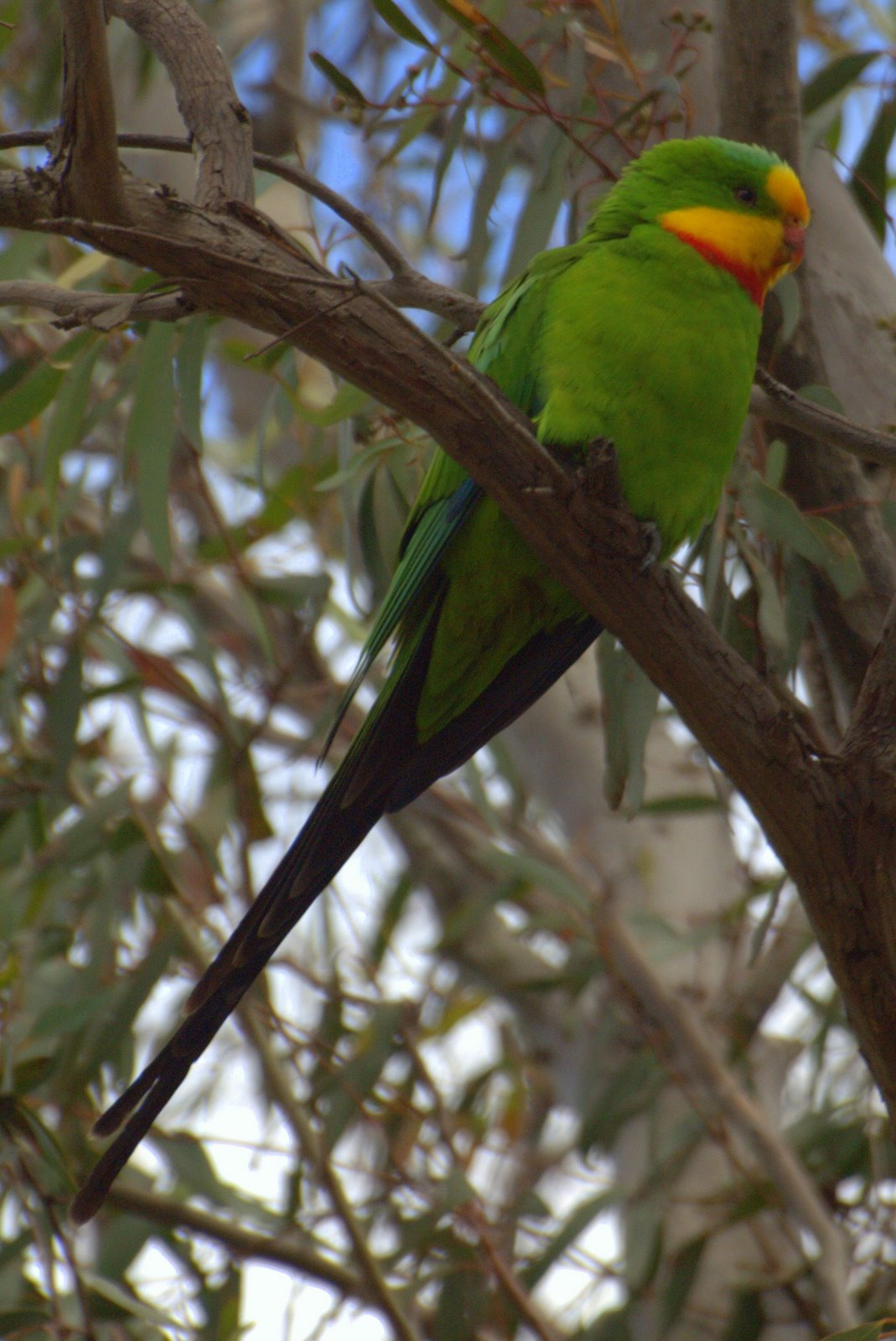
Macho en Canberra.

El perico soberbio mide alrededor de 40 cm, incluida su larga cola. Presenta dimorfismo sexual. Su plumaje es principalmente de color verde. Los machos presentan dos manchas amarillas, una que ocupa la frente y la parte frontal del píleo y otra en las mejillas y la garganta, y una lista roja en la parte inferior del cuello. Presentan plumas de vuelo azules en la parte superior y negruzcas en la inferior, al igual que la parte inferior de su cola. Su iris es anaranjado. Las hembras tienen las mejillas y la garganta de color verde azulado y una lista rosada en el cuello de intensidad variable. Los juveniles se parecen a las hembras aunque tienen los ojos pardos. Los machos obtienen sus coloración adulta al año de edad.

## Taxonomía
El perico soberbio fue descrito científicamente por el naturalista francés Desmarest en 1826. Es una de las tres que forman el género Polytelis.

## Distribución y hábitat

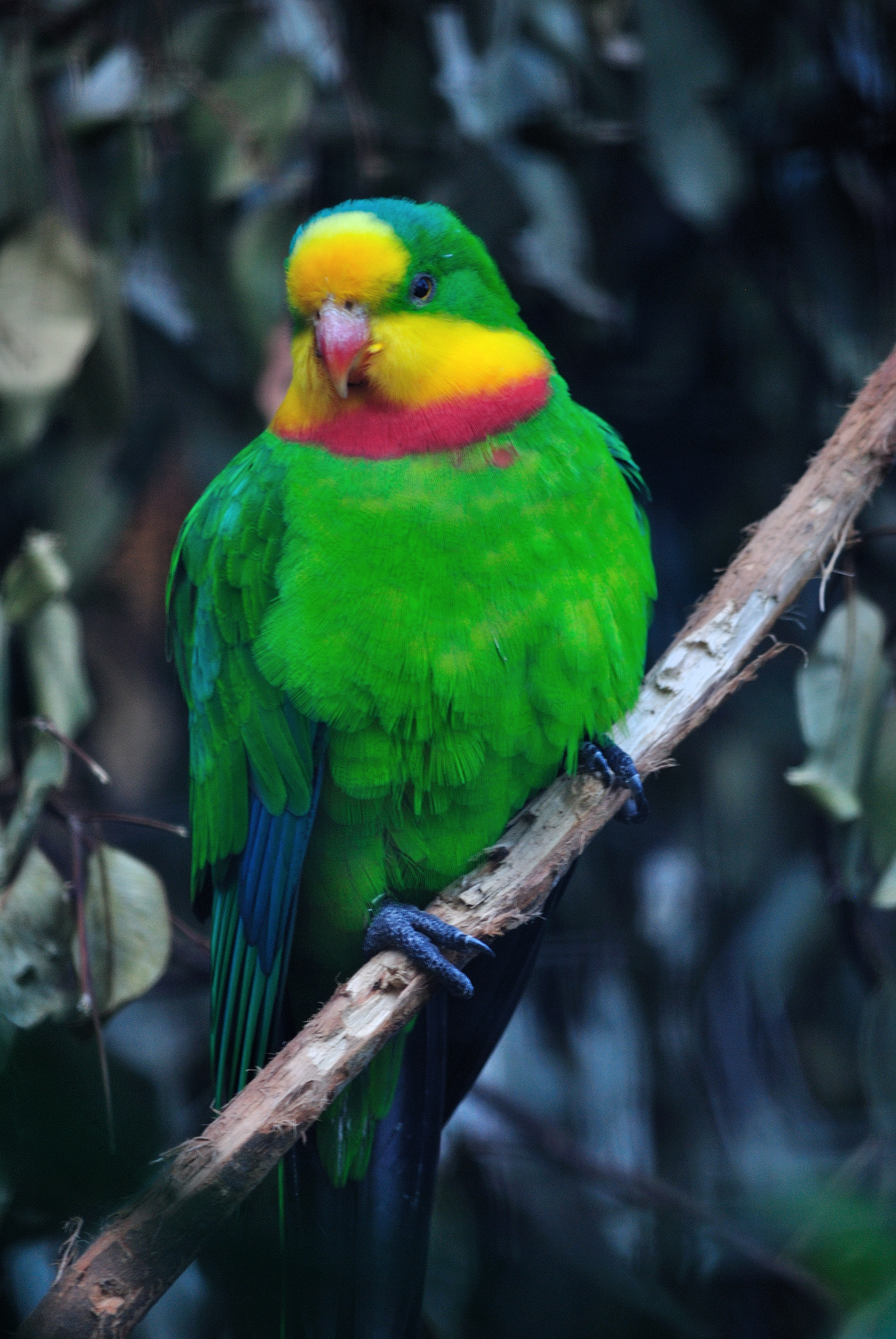
Macho adulto en un zoo de Australia.

Es endémico de Australia y se encuentra restringido a las zonas arboladas secas de Nueva Gales del Sur y Victoria. Se estima que hay unos 10 000 individuos en la naturaleza.

## Comportamiento
Anidan cavidades de las ramas o el tronco de los árboles. Durante la época de cría suelen observarse pequeñas bandadas de machos que se alimentan juntos. Las parejas pueden anidar en pequeñas colonias de hasta 6 parejas, por lo que las hembras no se quedan del todo solas en el nido. Su dieta consiste principalmente de flores, frutos, néctar y pólen de eucalipto. Consumen las semillas y brotes del Eucalyptus melliodora.

## Conservación
A pesar de la continua pérdida de hábitat nativo, su pequeña población y su limitada distribución el perico soberbio está catalogado como especie bajo preocupación menor por la UICN, Además se encuentra en el apéndice II del CITES.
En Australia también está clasificado como especie vulnerable en la ley de protección del medio ambiénte y conservación de la biodiversidadad de 1999. Además su estatus de conservación varía entre estados, por ejemplo en la ley de Victoria (1988) se considera especie amenazada.